# Ettson Ayón
Ettson Ayón Calderón (ur. 26 marca 2001 w Tijuanie) – meksykański piłkarz występujący na pozycji napastnika, reprezentant Meksyku, od 2024 roku zawodnik Leónu.